# Cupa României 2012-2013
Cupa României 2012–2013 (cunoscută ca și Cupa României Timișoreana 2012-2013) este a 75-ediție a celui mai vechi turneu eliminator din fotbalul românesc. Faza întâi a avut loc la 18 iulie 2012.. Finala competiției a avut loc pe 1 iunie 2013 și s-a jucat pe Național Arena. Petrolul Ploiești a învins cu scorul de 1 - 0 pe CFR Cluj, printr-un gol marcat de Jeremy Bokila în minutul 8.
Campionii en-titre Dinamo București au fost eliminați în optimi de CFR Cluj, fiind învinși în meciul disputat pe Stadionul Dr. Constantin Rădulescu cu scorul de 2 la 1.

## Echipe
| Faza           | Cluburi rămase | Cluburi participante | Câștigători din runda precedentă | Intrate în competiție | Ligi                            |
| -------------- | -------------- | -------------------- | -------------------------------- | --------------------- | ------------------------------- |
| Faza județeană | -              | -                    | niciunul                         | -                     | Nivelele 4, 5 și 6 din piramidă |
| Faza I         | 185            | 82                   | 41                               | 82                    | Liga a III-a                    |
| Faza a II-a    | 103            | 94                   | 41                               | 53                    | Liga a III-a                    |
| Faza a III-a   | 50             | 48                   | 48                               | niciunul              | niciuna                         |
| Faza a IV-a    | 50             | 56                   | 24                               | 32                    | Liga a II-a                     |
| Faza a V-a     | 50             | 28                   | 28                               | niciunul              | niciuna                         |
| Șaisprezecimi  | 32             | 32                   | 14                               | 18                    | Liga I                          |
| Optimi         | 16             | 16                   | 16                               | niciunul              | niciuna                         |
| Sferturi       | 8              | 8                    | 8                                | niciunul              | niciuna                         |
| Semifinale     | 4              | 4                    | 4                                | niciunul              | niciuna                         |
| Finala         | 2              | 2                    | 2                                | niciunul              | niciuna                         |

## Calendar
Calendarul anunțat de Federația Română de Fotbal pentru Cupa României 2012–2013:
| Faza          | Date                            | Număr de meciuri | Cluburi | Intrate în competiție |
| ------------- | ------------------------------- | ---------------- | ------- | --------------------- |
| Faza I        | 18 iulie 2012                   | 42               | 82      | 82: 103 – 185         |
| Faza a II-a   | 1 august 2012                   | 44               | 94      | 53: 50 - 103          |
| Faza a III-a  | 15 august 2012                  | 24               | 48      | niciunul              |
| Faza a IV-a   | 28-29 august 2012               | 28               | 56      | 32: 19 - 50           |
| Faza a V-a    | 11-12 septembrie 2012           | 14               | 28      | niciunul              |
| Șaisprezecimi | 26 septembrie 2012              | 16               | 32      | 18: 1 - 18            |
| Optimi        | 31 octombrie 2012               | 8                | 16      | niciunul              |
| Sferturi      | 28 noiembrie 2012               | 4                | 8       | niciunul              |
| Semifinale    | 16/18 martie-21/22 aprilie 2013 | 4                | 4       | niciunul              |
| Finala        | 1 iunie 2013                    | 1                | 2       | niciunul              |

## Faza I
Meciurile primei faze s-au jucat pe 18 și 25 iulie 2012. 24 de cluburi Liga a III-a și 60 din Liga a IV-a au participat la această rundă. Echipele din Liga a III-a sunt cele ce au reușit promovarea în sezonul anterior. Cifrele romane din paranteză indică liga în care au jucat în sezonul 2012-2013. La finalul acestei runde 42 de cluburi s-au calificat pentru faza a II-a, 14 din Liga a III-a și 28 din Liga a IV-a.
| Echipa 1                       | Scor         | Echipa 2                           |
| ------------------------------ | ------------ | ---------------------------------- |
| Miercurea Ciuc (IV)            | 2–0          | Târgu Mureș II (IV)                |
| Sevișul Șelimbăr (III)         | 0–0 (p.) 4–3 | FC Oltchim Râmnicu Vâlcea (III)    |
| Universitatea Petroșani (IV)   | 0–1          | Flacăra Făget (III)                |
| Strehaia (IV)                  | 0–1          | Pandurii Târgu Jiu II (III)        |
| Petrofac Țicleni (IV)          | 0–6          | Minerul Jilț Mătăsari (III)        |
| FC Podari (IV)                 | 3–2          | Prometeu Craiova (IV)              |
| Internațional Brebeni (IV)     | 0–3          | Dunărea Turris Turnu Măgurele (IV) |
| Metalul Frăsinet (IV)          | 2–5          | Alexandria (III)                   |
| Posada Perișani (IV)           | 2–5          | Atletic Bradu (IV)                 |
| Voința Lupac (IV)              | 8–3          | Gloria Reșița (IV)                 |
| Unirea Sânnicolau Mare (IV)    | 3–1          | Nuova Mama Mia (IV)                |
| Șoimii Pâncota (III)           | 1–0 (a.e.t.) | Millenium Giarmata (III)           |
| Viitorul Lechința (IV)         | 4–2          | Gloria Bistrița II (IV)            |
| Viorel Mateianu (IV)           | 3–0          | CFR Cluj II (IV)                   |
| Flacăra Hălmașd (IV)           | 3–2          | Sănătatea Cluj (III)               |
| Vulturii Vultureni (IV)        | 0–3          | Unirea Dej (III)                   |
| Someșul Oar (IV)               | 3–0          | Unirea Valea lui Mihai (IV)        |
| Crișul Sântandrei (IV)         | 1–0          | Vladimirescu (III)                 |
| Arena Alba Iulia (IV)          | 1–0          | Gloria Arad (IV)                   |
| Dănuț Coman (IV)               | 3–0          | Ghecon Lăpușata (IV)               |
| Gloria Cornești (IV)           | 3–0          | Atletic Fieni (IV)                 |
| CSS Tecuci (IV)                | 2–3          | Conpet Cireșu (IV)                 |
| Național Golești (IV)          | 3–0          | AFC Odorheiu Secuiesc (IV)         |
| FC Zagon (III)                 | 2–2 (p.) 4–1 | Fortuna Brazi (III)                |
| Foresta Zorleni (IV)           | 3–0          | Politehnica Galați (IV)            |
| CSM Moinești (III)             | 2–1          | Focșani (III)                      |
| Teiul Poiana Teiului (IV)      | 0–3          | Ceahlăul Piatra Neamț II (III)     |
| Astra Răducăneni (IV)          | 2–3          | Cetatea Târgu Neamț (IV)           |
| Luceafărul Mihai Eminescu (IV) | 2–2 (p.) 4–3 | Kosarom Pașcani (III)              |
| Unirea Casimcea (IV)           | 3–0          | CS Eforie (IV)                     |
| Steaua Speranței Siliștea (IV) | 1–3          | Dunărea Călărași (III)             |
| Rapid Fetești (III)            | 3–2          | CS Tunari (III)                    |
| Civitas Făgăraș (III)          | 2–1          | FCM Târgoviște (III)               |
| Avântul Florești (IV)          | 6–1          | Argeșul Mihăilești (IV)            |
| CS Corbeanca (IV)              | 3–0          | Rapid Clejani (IV)                 |
| Blejoi Vispești (IV)           | 3–0          | Rapid București II (III)           |
| Voința Lanuri (IV)             | 3–0          | ABC St. Stoicescu (IV)             |
| Termo București (IV)           | 3–0          | Comprest GIM (IV)                  |
| Venus Independența (IV)        | 1–8          | Sportul Studențesc II (III)        |
| Victoria Traian (IV)           | 3–0          | Phoenix Ulmu (IV)                  |
| Foresta Mălini (IV)            | 3–0          | Voința Livezile (IV)               |
| MS 08 Târgu Mureș (IV)         | 3–2          | CS Zlatna (IV)                     |

## Faza a II-a
Meciurile din faza a II-a s-au jucat pe 1 august 2012. În această rundă au intrat și celelalte 54 de cluburi din Liga a III-a. La final 48 de echipe s-au calificat pentru faza a III-a, 41 din Liga a III-a și 7 din Liga a IV-a.
| Echipa 1                                 | Scor         | Echipa 2                       |
| ---------------------------------------- | ------------ | ------------------------------ |
| Luceafărul Mihai Eminescu (IV)           | 0–3          | Dorohoi (III)                  |
| Foresta Mălini (IV)                      | 4–1          | Cetatea Târgu Neamț (IV)       |
| Viitorul Lechința (IV)                   | 0–6          | Sporting Suceava (III)         |
| Ceahlăul Piatra Neamț II (III)           | 2–1          | Petrotub Roman (III)           |
| CSM Moinești (III)                       | 0–2          | ASC Bacău (III)                |
| Foresta Zorleni (IV)                     | 1–3          | Aerostar Bacău (III)           |
| Național Golești (IV)                    | 1–1          | CS Panciu (III)                |
| Victoria Traian (IV)                     | 0–10         | Oțelul Galați II (III)         |
| Conpet Cireșu (IV)                       | 1–2          | Viitorul Axintele (III)        |
| Unirea Casimcea (IV)                     | 4–3          | Eolica Baia (III)              |
| Rapid Fetești (III)                      | 4–1          | Victoria Chirnogi (III)        |
| Voința Lanuri (IV)                       | 2–1          | Râmnicu Sărat (III)            |
| Dunărea Călărași (III)                   | 2–2 (p.) 5–6 | Concordia Chiajna II (III)     |
| CS Corbeanca (IV)                        | 2–4          | Metaloglobus București (III)   |
| Termo București (IV)                     | 1–4          | CS Ștefănești (III)            |
| FC Zagon (III)                           | 3–0          | Gloria Buzău (III)             |
| Berceni (III)                            | 3–0          | Snagov (III)                   |
| Voluntari (III)                          | 3–0          | Victoria Brănești (III)        |
| Inter Clinceni (III)                     | 0–4          | Juventus București (III)       |
| Avântul Florești (IV)                    | 2–3          | Viitorul Domnești (III)        |
| Sportul Studențesc II (III)              | 1–6          | CS Balotești (III)             |
| Rapid București II (III)                 | 0–1          | CS Afumați (III)               |
| Civitas Făgăraș (III)                    | 0–1          | Unirea Tărlungeni (III)        |
| CSO Plopeni (III)                        | 0–3          | Fortuna Brazi (III)            |
| AFC Filipeștii de Pădure (III)           | 0–3          | Conpet Ploiești (III)          |
| Gloria Cornești (IV)                     | 0–2          | Urban Titu (III)               |
| Dunărea Turris Turnu Măgurele (IV) (III) | 0–9          | Alexandria (III)               |
| Dănuț Coman (IV)                         | 0–3          | Caracal (III)                  |
| Miercurea Ciuc (IV)                      | 1–3          | Avântul Reghin (III)           |
| Atletic Bradu (IV)                       | 2–0          | CS Albota (III)                |
| FC Podari (IV)                           | 1–3          | CS Vișina Nouă (III)           |
| Pandurii Târgu Jiu II (III)              | 3–1          | Jiul Rovinari (III)            |
| Minerul Jilț Mătăsari (III)              | 2–0          | Minerul Motru (III)            |
| Voința Lupac (IV)                        | 1–1 (p.) 5–4 | FCM Reșița (III)               |
| Unirea Sânnicolau Mare (IV)              | 1–2          | Autocatania Caransebeș (III)   |
| Flacăra Făget (III)                      | 4–3          | Politehnica Timișoara II (III) |
| Sevișul Șelimbăr (III)                   | 0–2          | FC Cisnădie (III)              |
| MS 08 Târgu Mureș (IV)                   | 0–1          | Municipal Turda (III)          |
| Arena Alba Iulia (IV)                    | 3–0          | Simeria (III)                  |
| Jiul Petroșani (III)                     | 3–0          | Mureșul Deva (III)             |
| Șoimii Pâncota (III)                     | 5–1          | Hunedoara (III)                |
| Flacăra Hălmașd (IV)                     | 0–4          | Seso Câmpia Turzii (III)       |
| Viorel Mateianu (IV)                     | 0–5          | Zalău (III)                    |
| Unirea Dej (III)                         | 3–0          | Universitatea Cluj II (III)    |
| Crișul Sântandrei (IV)                   | 0–3          | Național Sebiș (III)           |
| Bihorul Beiuș (III)                      | 0–3          | Arieșul (III)                  |
| Someșul Oar (IV)                         | 1–2          | Olimpia Satu Mare (III)        |
| Gaz Metan Mediaș (III)                   | 3–0          | Unirea Ungheni (III)           |

## Faza a III-a
Meciurile din faza a III-a s-au jucat pe 15 august între cele 48 de cluburi calificate din faza anterioară. 24 de cluburi s-au calificat pentru faza a IV-a, 21 din Liga a III-a și 3 din Liga a IV-a.
| Echipa 1                     | Scor         | Echipa 2                       |
| ---------------------------- | ------------ | ------------------------------ |
| Foresta Mălini (IV)          | 3–2          | Ceahlăul Piatra Neamț II (III) |
| Dorohoi (III)                | 3–1          | Sporting Suceava (III)         |
| FC Zagon (III)               | 1–0          | Aerostar Bacău (III)           |
| Unirea Casimcea (IV)         | 3–1          | Oțelul Galați II (III)         |
| Voința Lanuri (IV)           | 4–4 (p.) 6–7 | Viitorul Axintele (III)        |
| Rapid Fetești (III)          | 0–3          | CS Afumați (III)               |
| Conpet Ploiești (III)        | 3–0          | Fortuna Brazi (III)            |
| Metaloglobus București (III) | 3–3 (p.) 5–4 | CS Ștefănești (III)            |
| Concordia Chiajna II (III)   | 1–0          | Juventus București (III)       |
| Alexandria (III)             | 2–0          | Viitorul Domnești (III)        |
| Minerul Jilț Mătăsari (III)  | 2–0          | CS Vișina Nouă (III)           |
| Voința Lupac (IV)            | 3–3 (p.) 4–3 | Autocatania Caransebeș (III)   |
| Șoimii Pâncota (III)         | 3–1          | Flacăra Făget (III)            |
| Național Sebiș (III)         | 4–0          | Jiul Petroșani (III)           |
| FC Cisnădie (III)            | 3–2          | Unirea Tărlungeni (III)        |
| Seso Câmpia Turzii (III)     | 7–0          | Zalău (III)                    |
| Arena Alba Iulia (IV)        | 2–2 (p.)     | Municipal Turda (III)          |
| Pandurii Târgu Jiu II (III)  | 3–0          | Gaz Metan Mediaș (III)         |
| Național Golești (IV)        | 0–4          | ASC Bacău (III)                |
| Atletic Bradu (IV)           | 0–1          | Caracal (III)                  |
| Bihorul Beiuș (III)          | 0–3          | Olimpia Satu Mare (III)        |
| Unirea Dej (III)             | 2–0          | Avântul Reghin (III)           |
| CS Balotești (III)           | 1–0          | Voluntari (III)                |
| Urban Titu (III)             | 2–5          | Berceni (III)                  |

## Faza a IV-a
În faza a IV-a au intrat în competiție toate echipele din Liga a II-a. Meciurile s-au jucat pe 28 și 29 august 2012. 28 de cluburi s-au calificat pentru faza a V-a, 14 din Liga a II-a, 13 din Liga a III-a, și Voința Lupac singura echipă din  Liga IV.
| Echipa 1                     | Scor         | Echipa 2                        |
| ---------------------------- | ------------ | ------------------------------- |
| Dorohoi (III)                | 3–4          | Botoșani (II)                   |
| Foresta Mălini (IV)          | 0–2          | Rapid Suceava (II)              |
| ASC Bacău (III)              | 2–1          | Dunărea Galați (II)             |
| Unirea Casimcea (IV)         | 1–3          | Delta Tulcea (II)               |
| Alexandria (III)             | 3–0          | Olt (II)                        |
| Viitorul Axintele (III)      | 0–2          | Brăila (II)                     |
| CS Afumați (III)             | 2–0          | Otopeni (II)                    |
| Berceni (III)                | 31–0         | Buftea (II)                     |
| Metaloglobus București (III) | 0–0 (p.) 2–4 | Dinamo București II (II)        |
| Concordia Chiajna II (III)   | 0–3          | Sportul Studențesc (II)         |
| CS Balotești (III)           | 3–0          | Astra Giurgiu II (II)           |
| Conpet Ploiești (III)        | 2–1          | Chindia Târgoviște (II)         |
| Caracal (III)                | 2–1          | ALRO Slatina (II)               |
| Pandurii Târgu Jiu II (III)  | 8–0          | FC Oltchim Râmnicu Vâlcea (III) |
| Minerul Jilț Mătăsari (III)  | 5–6 (a.e.t.) | Damila Măciuca (II)             |
| Șoimii Pâncota (III)         | 3–2 (a.e.t.) | ACS Poli Timișoara (II)         |
| Național Sebiș (III)         | 0–0 (p.) 6–7 | UTA Arad (II)                   |
| Olimpia Satu Mare (III)      | 1–0          | FC Maramureș (II)               |
| Unirea Dej (III)             | 0–1          | Târgu Mureș (II)                |
| FC Cisnădie (III)            | 3–0          | Corona Brașov (II)              |
| Seso Câmpia Turzii (III)     | 4–0          | Unirea Alba Iulia (II)          |
| Arena Alba Iulia (IV)        | 1–2          | Voința Sibiu (II)               |
| Voința Lupac (IV)            | 3–0          | Politehnica Timișoara (II)      |
| FC Zagon (III)               | 5–1          | Bacău (II)                      |
| Argeș Pitești (II)           | 0–6          | Mioveni (II)                    |
| Unirea Slobozia (II)         | 1–3          | Săgeata Năvodari (II)           |
| Callatis Mangalia (II)       | 0–3          | Farul Constanța (II)            |
| Bihor Oradea (II)            | 2–2 (p.) 3–1 | Luceafărul Oradea (II)          |

## Faza a V-a
Meciurile din runda a cincea a competiției s-au jucat pe 11 septembrie 2012 între cele 28 de cluburi ce au venit din faza a IV-a. 9 echipe din Liga a II-a și 5 din Liga a III-a s-au calificat în șaisprezecimi.
| Echipa 1                    | Scor         | Echipa 2                 |
| --------------------------- | ------------ | ------------------------ |
| ASC Bacău (III)             | 0–0 (p.) 2–3 | Botoșani (II)            |
| FC Zagon (III)              | 4–1          | Rapid Suceava (II)       |
| Conpet Ploiești (III)       | 0–5          | Brăila (II)              |
| CS Balotești (III)          | 0–1 (a.e.t.) | Farul Constanța (II)     |
| CS Afumați (III)            | 0–3          | Delta Tulcea (II)        |
| Berceni (III)               | 1–0          | Săgeata Năvodari (II)    |
| Caracal (III)               | 2–1          | Dinamo II București (II) |
| Alexandria (III)            | 1–3          | Sportul Studențesc (II)  |
| Voința Lupac (IV)           | 0–3          | Damila Măciuca (II)      |
| Pandurii Târgu Jiu II (III) | 1–2          | Mioveni (II)             |
| FC Cisnădie (III)           | 0–0 (p.) 3–4 | Voința Sibiu (II)        |
| Șoimii Pâncota (III)        | 1–0          | UTA Arad (II)            |
| Olimpia Satu Mare (III)     | 3–2 (a.e.t.) | Bihor Oradea (II)        |
| Seso Câmpia Turzii (III)    | 0–1          | Târgu Mureș (II)         |

## Șaisprezecimi
În această rundă au intrat în competiție cele 18 echipe din Liga I 2012-2013. Meciurile s-au jucat pe 25–27 septembrie 2012.
| 25 septembrie 2012 | Ceahlăul (I)                                   | 4 – 0 | Gloria Bistrița (I) | Piatra Neamț                               |  |
| 16:00              | Mohamed 11' Velici 44', 86' Constantinescu 61' |       |                     | Stadion: Ceahlăul Arbitru: Adrian Cojocaru |  |

| 25 septembrie 2012 | Șoimii Pâncota (III)  | 2 – 3 | Chiajna (I)                              | Pâncota                                            |  |
| 16:30              | Mihai 71' Leucuța 79' |       | Lengyel 32' (o.g.) Simion 45' Ilie 90+2' | Stadion: Comunal Pâncota Arbitru: Dorian Micloșină |  |

| 25 septembrie 2012 | Dinamo (I)           | 2 – 1 (d.p.) | Voința Sibiu (II) | București                              |  |
| 19:00              | Strătilă 62' Rus 93' |              | Heil 51'          | Stadion: Dinamo Arbitru: Paul Unimatan |  |

| 25 septembrie 2012 | Petrolul (I)             | 2 – 0 | Sportul Snagov (II) | Ploiești                                     |  |
| 21:30              | Cristea 6' Marinescu 63' |       |                     | Stadion: Ilie Oană Arbitru: George Rădulescu |  |

| 26 septembrie 2012 | Sportul Studențesc (II) | 0 – 1 | Oțelul (I)  | București                                   |  |
| 16:00              |                         |       | Inkango 28' | Stadion: Juventus Arbitru: Andrei Chivulete |  |

| 26 septembrie 2012 | Gaz Metan (I)       | 2 – 1 | FC Caracal (III) | Mediaș                                |  |
| 16:30              | Bawab 65' Avram 90' |       | Cârnu 74'        | Stadion: Gaz Metan Arbitru: Mihai Ene |  |

| 26 septembrie 2012 | Delta Tulcea (II)   | 2 – 1 | U Cluj (I)  | Tulcea                               |  |
| 16:30              | Florea 42' Câju 86' |       | Cleiton 63' | Stadion: Delta Arbitru: Florin Miron |  |

| 26 septembrie 2012 | Pandurii (I)                                                          | 7 – 1 | FC Zagon (III) | Târgu Jiu                                                  |  |
| 16:30              | Karim 1', 5', 42' Băcilă 7' Cristea 30' Matulevičius 36' Grigoraș 69' |       | Suciu 79'      | Stadion: Tudor Vladimirescu Arbitru: Eduard Constantinescu |  |

| 26 septembrie 2012 | Turnu Severin (I)   | 2 – 1 | Mioveni (II) | Drobeta-Turnu Severin                    |  |
| 16:30              | Neacșa 36' Abba 89' |       | E.Dică 90'   | Stadion: Municipal Arbitru: George Gaman |  |

| 26 septembrie 2012 | FC Vaslui (I) | 0 – 1 | Botoșani (II) | Vaslui                                       |  |
| 16:30              |               |       | Bordeanu 63'  | Stadion: Municipal Arbitru: Marius Bocăneală |  |

| 26 septembrie 2012 | FC Brașov (I) | 1 – 0 | Farul (II) | Brașov                                     |  |
| 19:00              | Buga 22'      |       |            | Stadion: Tineretului Arbitru: Florin Marcu |  |

| 26 septembrie 2012 | ACS Berceni (III) | 0 – 2 | CFR Cluj (I)            | Berceni                                 |  |
| 19:00              |                   |       | Aguirregaray 76', 90+1' | Stadion: Comunal Arbitru: Teodor Dragoș |  |

| 27 septembrie 2012 | Dacia Unirea Brăila (II) | 0 – 0 (d.p.) (6–5 d.l.d.) | Viitorul Constanța (I) | Brăila                                                     |  |
| 16:00              |                          |                           |                        | Stadion: Municipal Spectatori: 4,000 Arbitru: Iulian Călin |  |

| 27 septembrie 2012 | CSMS Iași (I)  | 1 – 4 | Astra Giurgiu (I)                           | Iași                                             |  |
| 17:00              | Herghelegiu 9' |       | Tembo 50' Găman 61' Ivanovski 65' Fatai 87' | Stadion: Emil Alexandrescu Arbitru: Cătălin Popa |  |

| 27 septembrie 2012 | Rapid (I)                                       | 6 – 0 | Olimpia Satu Mare (III) | București                            |  |
| 19:00              | Ioniță 25', 31' Renan 35', 54', 72' Ciolacu 75' |       |                         | Stadion: Giulești Arbitru: Dan Dreve |  |

| 27 septembrie 2012 | Steaua București (I)               | 3 – 1 | ASA Târgu Mureș (II) | București                                |  |
| 21:30              | Costea 12' (pen.), 50' Nikolić 48' |       | Dîlbea 40'           | Stadion: Ghencea Arbitru: Lucian Rusandu |  |

## Optimi
| 30 octombrie 2012 | Astra Giurgiu                                       | 5 – 1 | Turnu Severin | Giurgiu                     |  |
| 18:30             | Di Stefanoo 10' Seto 69' Budescu 70' 73' Yahaya 80' |       | Olah 21'      | Stadion: Marin Anastasovici |  |

| 30 octombrie 2011 | FC Brașov | 0 – 2 | Petrolul              | Brașov               |  |
| 18:45             |           |       | Cristea 2' Bokila 62' | Stadion: Tineretului |  |

| 30 octombrie 2012 | Rapid                                                | 4 - 1 | Delta Tulcea      | București                  |  |
| 21:30             | Miselaricu 3' (AG) Cretu 21' (AG) Goga 24' Pancu 90' |       | Florea 40' (pen.) | Stadion: Valentin Stănescu |  |

| 31 octombrie 2012 | Ceahlăul                  | 2 – 0 | Gaz Metan | Piatra Neamț      |  |
| 18:30             | Bădescu 77' Lukanovic 80' |       |           | Stadion: Ceahlăul |  |

| 31 octombrie 2012 | CFR Cluj                        | 2 – 0 | Botoșani | Cluj-Napoca                       |  |
| 18:45             | Bjelanovic 55' Luis Alberto 62' |       |          | Stadion: Dr. Constantin Rădulescu |  |

| 31 octombrie 2012 | Chiajna | 0 – 0 d.p.) (4 - 3 d.l.d.) | Steaua București | Chiajna            |  |
| 21:30             |         |                            |                  | Stadion: Concordia |  |

| 1 noiembrie 2012 | Oțelul                    | 3 – 0 | Dacia Unirea Brăila | Galați          |  |
| 18:45            | Bajenaru 24' 63' Didi 90' |       |                     | Stadion: Oțelul |  |

| 1 noiembrie 2012 | Pandurii    | 1 – 2 | Dinamo                    | Târgu Jiu                   |  |
| 21:30            | Lemnaru 73' |       | Alexe 38' Mamele 91' (AG) | Stadion: Tudor Vladimirescu |  |

## Sferturi
| 27 noiembrie 2012 | Petrolul       | 2 – 1 | Chiajna    | Ploiești           |  |
| 20:30             | Bokila 44' 54' |       | Purece 82' | Stadion: Ilie Oană |  |

| 28 noiembrie 2012 | Ceahlăul | 0 – 2 | Oțelul                 | Piatra Neamț      |  |
| 17:45             |          |       | Iorga 11' Bajenaru 65' | Stadion: Ceahlăul |  |

| 28 noiembrie 2012 | CFR Cluj                      | 2 – 1 | Dinamo    | Cluj-Napoca                       |  |
| 20:30             | Rafel Bastos 66' Mureșan 101' |       | Alexe 62' | Stadion: Dr. Constantin Rădulescu |  |

| 29 noiembrie 2012 | Rapid                       | 2 – 3 | Astra Giurgiu                            | București                  |  |
| 20:30             | Oros 65' Bărboianu 75' (AG) |       | Budescu 4' Fatai 49' Andrei Muresan 111' | Stadion: Valentin Stănescu |  |

## Semifinale
| 16 aprilie 2013Tur | CFR Cluj | 0 - 0 | Astra Giurgiu | Cluj-Napoca                       |  |
| 20:30              |          |       |               | Stadion: Dr. Constantin Rădulescu |  |

| 28 martie 2013Tur | Oțelul | 0 - 3 | Petrolul                             | Galați          |  |
| 20:30             |        |       | Geraldo 3' Cojoc 60' (AG) Bokila 71' | Stadion: Oțelul |  |

| 21 mai 2013Retur | Petrolul   | 1 - 2 | Oțelul                        | Ploiești           |  |
| 20:30            | Bokila 56' |       | Paraschiv 8' Iorga 90' (pen.) | Stadion: Ilie Oană |  |

| 22 mai 2013Retur | Astra Giurgiu | 0 - 2 | CFR Cluj                   | Giurgiu                     |  |
| 20:30            |               |       | Hora 20' Diogo Valente 90' | Stadion: Marin Anastasovici |  |

## Finala
Finala s-a disputat pe Arena Națională la data de 1 iunie 2013.
| Petrolul  | 1 - 0 | CFR Cluj |
| --------- | ----- | -------- |
| Bokila 8' |       |          |